# Annemarie Warnkross
Annemarie Warnkross (29 octobre 1977 à Hanovre - ) est une présentatrice allemande de la télévision allemande.
Elle officie actuellement sur la chaîne ProSieben.

## Biographie
Annemarie a grandi à Siegen. Férue de danse et de théâtre, elle a eu son baccalauréat à Siegen en 1997. En 2000, elle a été membre de la troupe Bellini avec laquelle elle a fait une tournée mondiale. Mais à partir de 2005, elle décide de se consacrer à ses études de journaliste mais aussi au cinéma. Elle fait une apparition en danse dans le film Pura Vida Ibiza. Depuis le 7 mars 2005, elle anime en direct une émission avec Stefan Gödde. Depuis novembre 2007, elle collabore avec l'acteur français Wayne Dale.
En 2013, elle épouse l'acteur Wayne Carpendale (fils de Howard Carpendale).